# Xinliang Feng
Xinliang Feng (* 25. Mai 1980 in Anhui, China) ist ein chinesischer Chemiker, Wissenschaftler und Hochschullehrer mit Schwerpunkt 2D-Materialien, speziell Graphen. Seit 2014 ist er im Rahmen des Excellenzclusters Center for Advancing Electronics Dresden (cfaed) Professor für Molekulare Funktionsmaterialien an der Technischen Universität Dresden und seit 2021 wissenschaftliches Mitglied der Max-Planck-Gesellschaft sowie Direktor der Abteilung Synthetic Materials and Functional Devices am Max-Planck-Institut für Mikrostrukturphysik in Halle (Saale).

## Leben
Von 1997 bis 2001 studierte Feng Chemie an der Chinesischen Universität für Geowissenschaften in Wuhan. 2004 absolvierte er einen Masterstudiengang in Organischer Chemie an der Jiaotong-Universität Shanghai. Ebenfalls im Jahr 2004 begann Xinliang Feng seine Promotion am Max-Planck Institut für Polymerforschung in Mainz, die er vier Jahre später erfolgreich abschloss. Von 2007 bis 2012 war er Gruppenleiter am Max-Planck Institut für Polymerforschung, Mainz. Seit 2011 ist Feng außerordentlicher Gastprofessor an der Jiaotong-Universität Shanghai. Im Jahr 2014 folgte er dem Ruf auf die im Rahmen des Excellenzclusters "cfaed" geschaffene Professur für Molekulare Funktionsmaterialien an der Technischen Universität Dresden.

## Auszeichnungen (Auswahl)
Im Folgenden ist eine Auswahl an Auszeichnungen, die Xinliang Feng bisher verliehen wurden, aufgeführt:
- 2007: Chinese government award for outstanding self finance students abroad
- 2009: IUPAC Prize for Young Chemists
- 2012: Stipendium des Europäischen Forschungsrates
- 2013: Journal of Materials Chemistry Lectureship Award
- 2013: Fellow of the Royal Society of Chemistry
- 2017: Hamburger Wissenschaftspreis (Zusammen mit Klaus Müllen)
- 2019: Mitglied der Academia Europaea
- 2021: Mitglied der Deutschen Akademie der Technikwissenschaften
- 2024: Mitglied der Nationalen Akademie der Wissenschaften Leopoldina[6]